# 足ノ湖
もしかして
- 芦ノ湖

ではありませんか？